# Hércules de Miranda
Hércules de Miranda meglio conosciuto come Hércules (Guaxupé, 2 luglio 1912 – Rio de Janeiro, 3 settembre 1982) è stato un calciatore brasiliano.

## Carriera
La carriera di Hércules iniziò nel 1930 nel Juventus, successivamente nel 1933 passò prima al São Paulo da Floresta e poi al Fluminense dove vinse numerosi tornei e segnò 164 gol in 176 partite. Nel 1942, Hércules passò al Corinthians dove chiuse la sua carriera nel 1948 segnando 53 gol in 73 partite.
Hércules debuttò nella Nazionale brasiliana contro la Polonia durante il Campionato mondiale di calcio 1938.

## Palmarès

### Club

#### Competizioni nazionali
- Campionato Carioca: 5

Fluminense: 1936, 1937, 1938, 1940, 1941